# Casa de Tolosa
La Casa de Tolosa, a veces llamada Casa de Saint-Gilles, es el nombre de la dinastía que gobernó en el condado de Tolosa.

## Historia

### Creación del condado de Tolosa
El condado de Tolosa es un antiguo país en el sur de Francia, cuyo detentador era uno de los seis pares laicos primitivos.
Un conde de Tolosa fue nombrado en 778 por Carlomagno en favor de un tal Corso, después de la derrota de Roncesvalles, para coordinar la defensa y la lucha contra los vascos e integrado en el ducado de Aquitania, cuando fue creado tres años más tarde: Guillermo el Piadoso, duque de Aquitania, tuvo el título de conde de Tolosa. Desde la muerte en 852 de Fredo hijo de Fulcoaldo, conde de Rouergue y Senegunda de Tolosa, que era gobernador (custos civitas) de Tolosa, Pailhars, Rodez, y Limoges, el centro de Aquitania se traslada a Poitiers y el conde de Rouergue, eran también gobernantes de Tolosa.
Comenzando con Fulcoaldo de Rouergue, el Condado de Tolosa se convirtió en hereditario. Su hijo Fredelo se convierte en conde de Tolosa en 849. Su hermano Raimundo I lo sucedió en 852.

### La Casa de Tolosa
Desde el siglo IX, la Casa de Tolosa fue establecida en su feudo. La línea mayor de la Casa de Rouergue se convirtió en condes de Tolosa. Las funciones de marqués de Gotia y duque de Narbona, que también poseyeron, se convirtieron en títulos vacíos y sin sentido que fueron transmitidos a la rama menor de Rouergue. A la muerte de la condesa Berta de Rouergue, estos títulos fueron heredados por un descendiente de la mílnea mayor, Raimundo, conde de Saint-Gilles, l que le permitió ser un primitivo poder territorial. Ponce, conde de Tolosa, padre de Raimundo de Saint Gilles, legando todas sus posesiones a su hijo mayor Guillermo, con la condición de que si Guillermo muriera sin un hijo, las propiedades pasarían entonces a Raimundo. Por consiguiente, cuando Guillermo IV murió, Raimundo sucedió a su hermano como Raimundo IV de Tolosa, aunque la sucesión fue pretendida por Felipa, la hija de Guillermo, quien se casó con Guillermo IX de Aquitania. Raimundo de Saint-Gilles consiguió establecer el principado como una potencia, que él dio a su hijo Beltrán, después de marcharse a la Primera cruzada. 
Beltrán, con su hermano Alfonso Jordán tuvieron que luchar contra el duque de Aquitania, tomó Tolosa varias veces, pero se vieron obligados a marcharse cada vez debido a la revuelta popular. Luego los condes de Tolosa lucharon contra los condes de Barcelona pues competían por extender su influencia al Languedoc y la Provenza. La paz se concluyó, finalmente, en la segunda mitad del siglo XII. En aquella época, la ciudad de Tolosa es una de las más grandes de Europa, y la Casa de Tolosa reinó sobre un territorio rico y poderoso. Los condes de Tolosa, que tuvieron una papel significativo en las Cruzadas, también poseían el condado de Trípoli en Tierra Santa.

### Caída
En el siglo XII, una nueva herejía, el catarismo, se desarrolló en la región, apoyada por muchos señores locales. El conde Raimundo V demandó la ayuda de Cîteaux para lucahr contra los cátaros, pero a principios del siglo XIII, su presencia es tal que Raimundo VI no podía luchar contra ellos sin enajenarse a buena parte de la población. El asesinato del legado papal Pierre de Castelnau provocó la cruzada albigense. Lanzada en 1208 por el papa Inocencio III, pretendía aplastar la herejía y someter a los poderosos señores del sur y sus ricos dominios. En 1215, Simón de Montforte, quien asumió el liderazgo de la cruzada, derrotó al ejército de Tolosa y entró en la ciudad. Se proclamó a sí mismo conde de Tolosa pero fue asesinado en 1218 por los habitantes. Después de este acontecimiento, los condes de Tolosa se pusieron de part del pueblo contra los ejércitos reales. Pero después de una nueva ofensiva lanzada por el rey Luis VIII, Raimundo VII se rindió y firmó el Tratado de Meaux en 1229.
La represión contra los cátaros se incrementó y el condado de Tolosa gradualmente pasó bajo la dominación del poder real. Juana de Tolosa, hija de Raimundo VII, se casó con Alfonso de Poitiers, hermano de san Luis. Como conde de Tolosa, Alfonso administró la ciudad desde París. En 1271, el condado de Tolosa pasó a formar parte de la corona como una herencia de Felipe III, rey de Francia, sobrino de Alfonso.

## Genealogía y descendientes de la Casa de Tolosa
- Fulcoaldo de Rouergue
  - Fredelo, conde de Tolosa
  - Raimundo I, conde de Tolosa
    - Bernardo II, conde de Tolosa
    - Fulgaudo, vizconde de Limoges
      - Casa de Limoges

    - Odón, conde de Tolosa
      - Raimundo II, conde de Tolosa
        - Raimundo Ponce, conde de Tolosa
          - Raimundo III, conde de Tolosa
            - Raimundo (IV), conde de Tolosa
              - Guillermo III, conde de Tolosa
                - Raimundo
                - Hugo
                - Ponce, conde de Tolosa
                  - Guillermo IV, conde de Tolosa
                  - Raimundo IV, conde de Tolosa
                    - Beltrán, conde de Tolosa (legitimidad discutible)
                      - Ponce, conde de Trípoli
                        - Raimundo II, conde de Trípoli
                          - Raimundo III, conde de Trípoli

                    - Alfonso Jordán
                      - Raimundo V, conde de Tolosa
                        - Raimundo VI, conde de Tolosa
                          - Raimundo VII, conde de Tolosa
                            - Juana, condesa de Tolosa

                          - Beltrán (ilegítimo)
                            - Vizcondes de Bruniquel

                        - Aubri
                        - Balduino

                      - Alfonso

                  - Hugo, abad de Saint-Gilles

                - Beltrán

      - Ermengol de Rouergue
        - Raimundo II de Rouergue
          - Raimundo III de Rouergue
            - Hugo de Rouergue
              - Berta de Rouergue

          - Hugo, obispo de Tolosa

        - Hugo, conde de Quercy

    - Ariberto, abad de Vabres

### Los condes de Rouergue
Desde 852, el condado de Tolosa es la posesión de los condes de Rouergue, y se transmitía hereditariamente.

### Los condes de Tolosa
Los condes de Rouergue situaron su capital en Tolosa. La línea mayor se convirtió en condes de Tolosa mientras que una rama cadete retuvo el condado de Rouergue.

### Los condes de Trípoli
Durante las cruzadas, Raimundo de Saint-Gilles estableció el condado de Trípoli. Permaneció en la familia hasta 1187, cuando el títul pasó a la casa de Antioquía.

### Tolosa-Bruniquel
El último descendente agnático de los condes de Tolosa, de la rama "raimundina", murió el 13 de agosto de 1577 en la persona de Jean Antoine, vizconde de Montclar y barón de Salvagnac. Capitán protestante, fue asesinado por los católicos en una escaramuza en el campo. Pertenecía a una rama cadete que descendía de Beltrán de Tolosa, vizconde de Bruniquel e hijo natural de Raimundo VI.

### Toulouse-Lautrec
Según una genealogía establecida en el siglo XVII, esta familia es considerada una rama de la Casa de Tolosa que representaron en su escudo de armas. Según una investigación reciente, los Toulouse-Lautrec serían descendientes agnáticos de los vizcondes de Lautrec, una línea que puede remontarse al final del siglo IX, que también sería el origen de los Trencavel

### La Casa de Limoges
Segundo hijo de Raimundo I, conde de Tolosa, Foucher de Limoges fundó la Casa de Limoges en 876 que gobernó en Limoges hasta 1139.